# Pratt & Whitney J57
El Pratt & Whitney J57 (designación de la compañía: JT3C) fue un motor turborreactor de flujo axial desarrollado por la compañía estadounidense Pratt & Whitney a principios de los años 1950. El J57 fue el primer motor de la clase con empuje de 45 kN (10 000 bf) en Estados Unidos. El J57 / JT3C fue desarrollado en el turborreactor J75 / JT4A y en el turbofán JT3D / TF33.